# Guillaume Rocheron
Guillaume Rocheron (* in Frankreich) ist ein Filmtechniker, der sich auf visuelle Effekte spezialisiert hat.

## Leben
Rocheron war am Anfang seiner Karriere für die französische Firma für visuelle Effekte BUF Compagnie für Filme wie Panic Room, Alexander und Batman Begins tätig. Danach wechselte er zum amerikanischen Unternehmen MPC, für welches er bei Filmen wie Harry Potter und der Feuerkelch, bei dem er allerdings nicht im Abspann angeführt wurde, 10.000 B.C von Roland Emmerich und Life of Pi – Schiffbruch mit Tiger mitwirkte, für welchen er 2013 einen BAFTA Award und einen Oscar gewann. 2020 konnte er mit dem Kriegsfilm 1917 wieder diese beiden Preise gewinnen.
Rocheron wohnt in Vancouver.

## Filmografie (Auswahl)
- 2002: Le raid
- 2002: Panic Room
- 2003: Matrix Reloaded
- 2004: Alexander
- 2005: Batman Begins
- 2005: Harry Potter und der Feuerkelch
- 2006: X-Men: Der letzte Widerstand
- 2006: Arthur und die Minimoys
- 2007: Sunshine
- 2007: Elizabeth – Das goldene Königreich
- 2008: 10.000 B.C.
- 2008: Die Chroniken von Narnia: Prinz Kaspian von Narnia
- 2009: Nachts im Museum 2
- 2009: Harry Potter und der Halbblutprinz
- 2009: G.I. Joe – Geheimauftrag Cobra
- 2010: Percy Jackson – Diebe im Olymp
- 2010: Shanghai
- 2011: Sucker Punch
- 2011: Fast & Furious Five
- 2012: Life of Pi: Schiffbruch mit Tiger
- 2013: Man of Steel
- 2013: Das erstaunliche Leben des Walter Mitty
- 2014: Godzilla
- 2014: Storm Hunters
- 2016: Batman v Superman: Dawn of Justice
- 2017: Ghost in the Shell
- 2019: Godzilla: King of the Monsters
- 2019: Ad Astra
- 2019: 1917

## Auszeichnungen
- 2013: BAFTA Award: Auszeichnung in der Kategorie Beste visuelle Effekte für Life of Pi: Schiffbruch mit Tiger
- 2013: Oscar: Auszeichnung in der Kategorie Beste visuelle Effekte für Life of Pi: Schiffbruch mit Tiger
- 2020: BAFTA Award: Auszeichnung in der Kategorie Beste visuelle Effekte für 1917
- 2020: Oscar: Auszeichnung in der Kategorie Beste visuelle Effekte für 1917